# Gouania frangulifolia
Gouania frangulifolia är en brakvedsväxtart som först beskrevs av Carl Ludwig von Willdenow, Johann Jakob Roemer och Schult., och fick sitt nu gällande namn av Ludwig Radlkofer. Gouania frangulifolia ingår i släktet Gouania och familjen brakvedsväxter. Inga underarter finns listade i Catalogue of Life.